# 艾拉莫德
艾拉莫德（英文：Iguratimod）是一种具抗炎作用的小分子药物，在中国和日本，常联合氨甲蝶呤一起用于治疗类风湿性关节炎。截止至2015年，其作用靶点尚未查明，但显示出阻止NF-κB活化的效果，进而导致环氧化酶-2（COX-2）和几种炎性细胞因子被选择性抑制。
其副作用包括转氨酶升高、恶心、呕吐、胃痛、皮疹和瘙痒。
艾拉莫德为7-甲磺酰胺基-6-苯氧基色满酮衍生物，于2000年问世。它于2003年提交日本监管部门批准；该申请于2009年被撤回，并随后2011年与补充数据一起重新提交，并于2012年获准在日本上市。该药物在日本由卫材株式会社和大正富山医药社负责市场销售 。2011年先声药业独立于日本创始人在中国获批。
艾拉莫德在开发探索阶段被称为T-614，上市后以商品名Careram（日语：ケアラム）和Kolbet（日语：コルベット）销售。